# Geknikte vossenstaart
Geknikte vossenstaart (Alopecurus geniculatus) is een eenjarige plant, die behoort tot de grassenfamilie (Poaceae). De plant lijkt veel op de rosse vossenstaart (Alopecurus aequalis) maar verschilt daarvan door de lange kafnaalden, het meestal ontbreken van een waslaagje op de bladeren en de bleekgele kleur van de helmhokjes. Het aantal chromosomen is 2n = 28.
De grijsgroene of groene plant wordt 15–45 cm hoog. De stengel is aan de voet liggend en kan op de knopen gaan wortelen. De bladeren hebben meestal geen waslaagje. De sterk uitspringende bladribben staan op de bovenkant dicht bij elkaar en zijn scherp driehoekig van vorm. De bovenste bladschede is opgeblazen. De ligula (tongetje) is 2–5 mm lang en in het midden veel langer dan aan de randen.
Geknikte vossenstaart bloeit van mei tot de herfst met aarpluimen. De aartjes zijn 2,5–3,5 mm lang. Het onderste kroonkafje is 2,3 mm lang en heeft een lange kafnaald, die ver buiten de kelkkafjes uitsteekt. Het bovenste kroonkafje is 2,9 mm. De 1,5–2 mm lange helmknoppen zijn bleekgeel en na de bloei verkleuren ze bruin. De vrucht is een graanvrucht.

## Ecologie
De plant komt voor op eutrofe grond op vochtige tot natte plaatsen in grasland, uiterwaarden, in ondiep water en in brak water. Soms is de plant ook te vinden op droge grond.

### Syntaxonomie
Geknikte vossenstaart is een kensoort van de associatie van geknikte vossenstaart (Ranunculo-Alopecuretum geniculati).

Geknikte vossenstaart
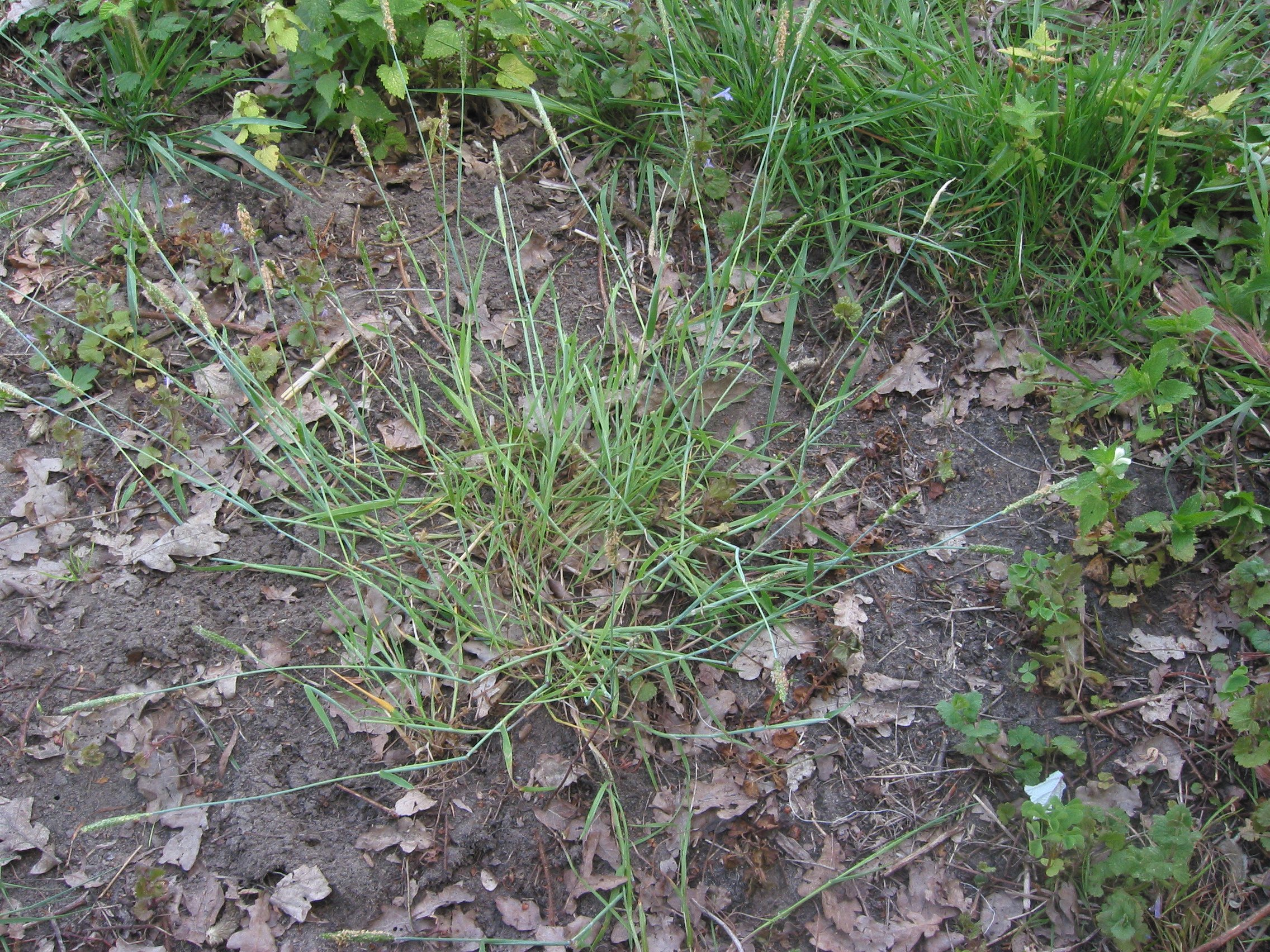
habitus
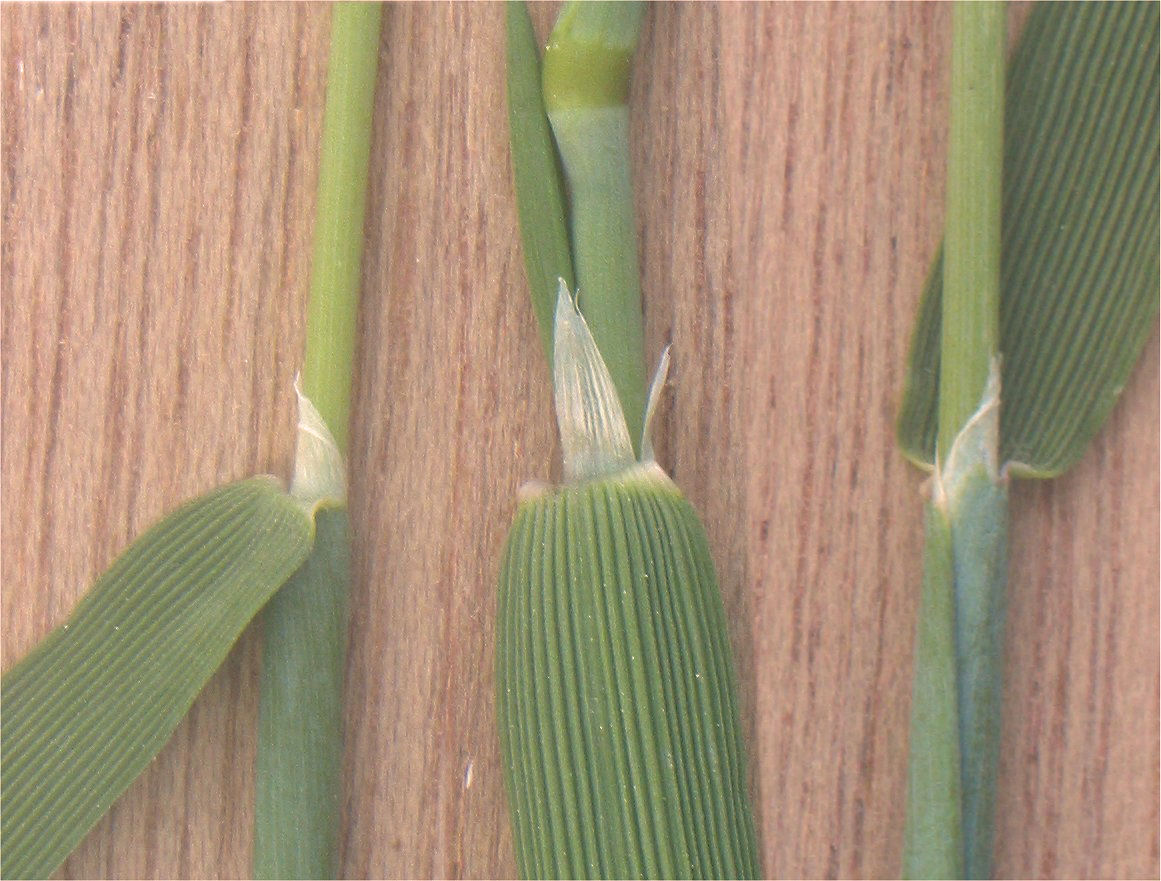
tongetje
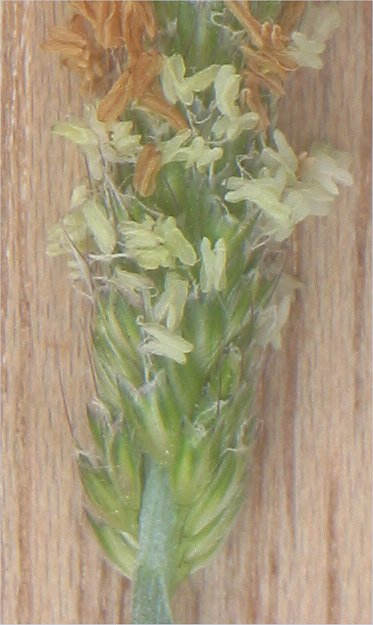
kafnaalden en helmknoppen

## In andere talen
- Duits: Knick-Fuchsschwanzgras, Knick-Fuchsschwanz
- Engels: water foxtail, marsh foxtail, floating fox-tail
- Frans: vulpin genouillé